# Ephedra sinica
Ephedra sinica — вид голонасінних рослин з родини ефедрових, поширений у Китаї, Монголії, на півдні Сибіру.

## Опис

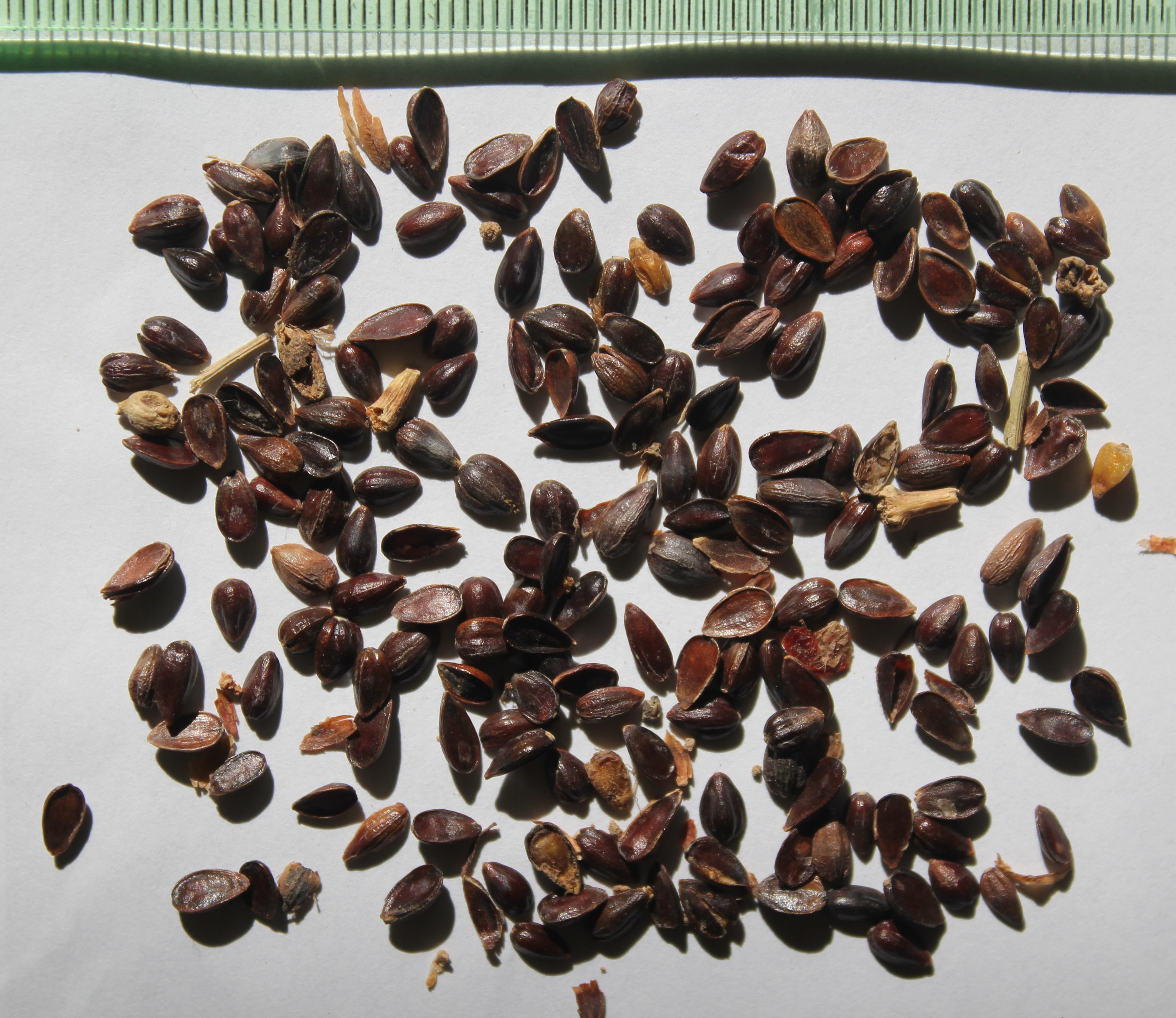
Насіння

Напівчагарник невеликий, до 40 см, слабо розгалужений; деревні стебла короткі або простягнуті; гілочки прямі або вигнуті, іноді злегка вигнуті, міжвузля (2.5)3–4(5.5) см × ≈ 2 мм. Листки протилежні, конусні на 1/3–2/3 їхньої довжини, верхівка різко загострена. Пилкові шишки сидячі або квітконосні, поодинокі або в скупченнях на вузлах, рідко кінцеві. Насіннєві шишки кінцеві або пахвові, одиночні, довгасто-яйцеподібні або підкулясті, ≈ 8 × 6–7 мм при зрілості, червоні та м'ясисті при зрілості. Насіння, як правило, 2, чорно-червоне або сірувато-коричневе, приховане або рівне приквіткам. Запилення травень-червень, зрілість насіння серпень-вересень. 2n = 28

## Поширення, екологія
Країни проживання: Китай (Ганьсу, Хебей, Хейлунцзян, Цзілінь, Ляонін, Внутрішня Монголія, Нінся, Шаньсі); Монголія; Росія (Бурятія, Читинська область). Записаний від 400 м до 1600 м. Чагарник, знайдений в посушливих районах і гірській місцевості, росте на схилах, сухих руслах річок, піщаних місцях, або полях на схилах гір. У Росії знаходиться в ковилових степах, а іноді й березових лісах. Цвітіння з квітня по червень, плодоношення у липні.

## Використання
Стебла більшості членів цього роду містять алкалоїд ефедрин і відіграють важливу роль в лікуванні астми та багатьох інших скарг дихальної системи. Був використаний в китайській трав'яній медицині протягом тисяч років для лікування різних недуг. Зовсім недавно з'явився значний ринок рослини як харчової добавки та стимулятора.

## Загрози та охорона
Вид представлений у численних ботанічних садах. Широкий ареал перетинає численні охоронні території.